# Alexandre d’Alton

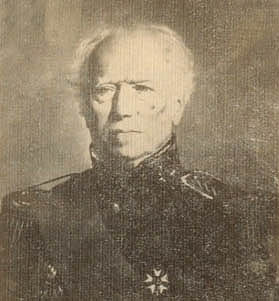
Alexandre d’Alton

Alexandre d’Alton (* 20. April 1776 in Brive-la-Gaillarde; † 20. März 1859 in Versailles) war ein französischer Général de division der Infanterie.

## Leben
D’Alton entstammt einer wohlhabenden Familie irisch/englischer Herkunft, die sich in Brive-la-Gaillarde niedergelassen hatte. Begeistert von den Idealen der Revolution trat d’Alton am 15. September 1791 als Freiwilliger in die Armee ein.
Er konnte sich in den Revolutionskriegen durch Tapferkeit auszeichnen und deshalb auch sehr schnell befördert. Als Aide-de-camp kam er am 6. April 1795 zu General Gabriel de Hédouville. Im darauffolgenden Jahr wechselte er in den Stab von General Lazare Hoche und meldete sich als einer der Ersten freiwillig für Napoleons irischer Expedition. Bei diesem Feldzug (Dezember 1796) sollte die Society of United Irishmen unter Theobald Wolfe Tone in deren Unabhängigkeitsbestrebungen gegen die Briten unterstützt werden; dieses Unternehmen scheiterte kläglich.
Ab September 1797 diente d’Alton im Rang eines Capitaines in der Sambre- und Maas-Armee.
Nach weiteren Beförderungen kam er 1802 zu General Charles Leclerc d’Ostin und diente in dessen Expeditionsarmee an. Im Auftrag Napoleons sollten sie auf Saint-Domingue (Hispaniola) die Aufständischen unter Führung von Toussaint Louverture bekämpfen.
D’Alton heiratete 1814 und hatte zwei Kinder: sein Sohn Paul wurde gleich ihm General bei der Infanterie, seine Tochter Aimée heiratete 1861 den Schriftsteller Paul de Musset.
Vier Wochen vor seinem 83. Geburtstag starb Alexandre d’Alton in Versailles und fand dort auch seine letzte Ruhestätte.

## Ehrungen
- 4. Februar 1804 Offizier der Ehrenlegion
- 8. Juli 1814 Chevalier des Ordre royal et militaire de Saint-Louis
- 26. Oktober 1826 Commandeur des Ordre royal et militaire de Saint-Louis
- 29. April 1833 Großoffizier der Ehrenlegion
- Sein Name findet sich am westlichen Pfeiler (40. Spalte) des Triumphbogens am Place Charles-de-Gaulle (Paris).